# Plouégat-Guérand

Plouégat-Guérand este o comună în departamentul Finistère, Franța. În 1 ianuarie 2022 avea o populație de 1.058 de locuitori.